# تحت الحصار

نسخة أخرى من اللعبة

تحت الحصار لعبة عربية سورية من إنتاج شركة أفكار ميديا هي الإصدار الثاني من لعبة تحت الرماد أول لعبة عربية ثلاثية الأبعاد وتم إنتاجها في سوريا.
العبة تصدر بسبع لغات العربية والإنجليزية والفرنسية والعبرية والأسبانية والألمانية والفارسية.
تتضمن اللعبة أكثر من 10 دقائق لعروض مبنية عالية الدقة لدعم مراحل اللعبة. وتتضمن اللعبة 4 شخصيات (أحمد وخالد كل من مريم ومعن). ولعبة تحت الرماد وتحت الحصار من إنتاج شركة أفكار ميديا في سوريا وهو أول إنتاج للعبة فيديو إلكترونية ثلاثية الأبعاد في الوطن العربي.

## مراحل اللعبة
تضمن اللعبة اثنتي عشر مرحلة تتقسم إلى 4 اجزاء .كل ثلاثة مراحل ( جزء واحد ) تتحدث عن قصة حدثت بين الاعوام 1994 - 2003 .
الجزء الأول يتحدث عن مجزرة الحرم الإبراهيمي حيث يتولى اللاعب في أول مرحلتين لعب دور احمد ويكون علية التخلص من الجنود المحيطين بالحرم . ثم يلعب الاعب دور معن اب ال12 عاما وهذه المرة يكون على الاعب ان يرجم الجنود الإسرائيلين بالحجارة ورد القذائف المسيلة بالدموع على السيارة المصفحة للتخلص منها والسماح لسيارة الإسعاف بالعبور ونزع العلم من الدبابة وفي نفس المرحلة يموت معن عندما يطلق جندي إسرائيلي الرصاص على قدمة ليمنعه من الهرب ومن ثم يسحق رأسه بحجر بناء.
الجزء الثاني لا يتحدث عن قصة واحدة بل عن قصتين ففي المرحلة الرابعة يكون على احمد تفجير دبابة المركافا انتقاما لمعن

## وصلات خارجية
- الموقع الرسمي للعبة تحت الحصار